# ГАЗ-64
ГАЗ-64 — советский военный полноприводный автомобиль с упрощённым открытым кузовом, имевшим вырезы вместо дверей. Считается первым советским серийным внедорожником. ГАЗ-64 предназначался для использования в качестве командирского автомобиля и лёгкого артиллерийского тягача, но в армии фактически использовался и как транспортное средство пехоты, способное при кратковременной перегрузке перевезти до отделения бойцов. Автомобиль получил красноармейское прозвище «козлик», которое затем перешло и на последующие модели ГАЗ-67 и ГАЗ-67Б.

## История создания
Как гласит легенда, первоначальным побудительным мотивом создания ГАЗ-64 стала статья из американского журнала Automoutive Industries о начале серийного выпуска джипа Bantam BRC40, прочитанная начальником ГБТУ РККА, генерал-майором И. П. Тягуновым. 
Эта статья и стала источником легенды о том, что первый советский «джип» создавался по мотивам Bantam BRC40. На самом деле, в заметке от 15 декабря 1940 года указывалось, что American Bantam Car Co. поставила первые 70 автомобилей заказанных военными, а также упоминался конструктор Bantam BRC, дальше же идёт разговор о машине Ford Pygmy с приложением фотографии второго прототипа Ford Pygmy, а также его технической характеристики.

Тягунова заинтересовали также планируемые объёмы закупок – в статье речь шла об огромной по тем временам партии - 30 тысячах «пигмеев». Уже 1 февраля от Тягунова в адрес Наркомата среднего машиностроения пришло письмо с просьбой изготовить к 15 апреля опытные образцы «по образцу американского автомобиля «Пигмей». Нарком среднего машиностроения В. А. Малышев, в свою очередь, вызвал в Москву ведущего конструктора ГАЗа В. А. Грачёва, ознакомил его с американскими публикациями и дал указание сделать автомобиль аналогичного назначения. 
Работы над машиной, позже получившей заводское обозначение ГАЗ-64-416, начались 3 февраля в Экспериментальном цеху ГАЗ им. Молотова.
Задание на разработку было выдано одновременно двум заводам - ГАЗу и  НАТИ. В задании первоначально жёстко оговаривалась длина и колея машины, грузоподъёмность (400 кг) и срок службы (5000 км). Окончательные тактико-технические требования были оформлены только 22 марта, когда работы уже подходили к финалу: длина автомобиля не должна была превышать 3100 мм, колея 1200 мм, колёсная база 2100 мм, высота по верху капота 970 мм. Масса автомобиля оценивалась в 1000 кг, вместимость 4 человека. Предполагалось несколько вариантов: разведывательный, командирский и артиллерийский тягач. Командирский и разведовательный предполагался с кузовом «фаэтон», а тягач планировалось оснастить кузовом «пикап». Автомобиль-разведчик предполагалось оснастить вертлюгом для пулемёта ДС-39, а командирский - радиостанцией РБ.
Разработка ГАЗ-64 (позже и БА-64) происходила под руководством ведущего конструктора В. А. Грачёва в рекордно короткие сроки, 51 сутки — с 3 февраля по 25 марта 1941 года, что во многом объяснялось широкой унификацией джипа с серийно выпускавшимися в то время на ГАЗе автомобилями ГАЗ-61, ГАЗ-ММ и ГАЗ-М-1. Некоторые этапы работ: 9 февраля 1941г. - закончили компоновку машины в масштабе 1:4; 12 февраля - сданы первые чертежи; 18 февраля - сданы все чертежи трансмиссии; 1 марта - изготовлена рама; 4 марта - началась сборка машины; 9 марта - опробованы основные агрегаты; 17 марта - закончены кузовные работы; 25 марта - состоялся первый выезд ГАЗ-64-416 сразу после покраски. 26 марта 1941г. машину показали «заказчику» — генерал-майору И.Тягунову, ночью 29 марта — наркому В.Малышеву.
Вместо указанных в требованиях кузовов «фаэтон» или «пикап» ГАЗ предоставил кузов, подобный опытному Ford Pygmy, с вырезами вместо дверей. и без мягкого складного верха. Позади передних сидений был расположен вертлюг под пулемёт ДС-39. Колёсные диски для новой машины взяли от ГАЗ М1, на опытном образце стояли шины от ГАЗ-А, запасного колеса автомобиль не имел. Часть деталей, включая карбюратор, взяли от автомобиля КИМ-10. Автомобиль имел длину 3140 мм и ширину 1400 мм, колёсная база составляла 2100 мм, ширина колеи передних колёс была 1240 мм, а задних – 1200 мм.
С 15 по 27 апреля 1941 года ГАЗ-64 должен был пройти войсковые испытания на полигоне НИИБТ ГБТУ РККА  в посёлке Кубинка под руководством А. М. Сыча. В испытаниях также участвовал опытный НАТИ-АР, ГАЗ-61 и немецкий Tempo G1200. Более удачный по компоновке и плавности хода на пересечённой местности (плавность влияла на стрельбу из пулемёта на ходу), НАТИ-АР оказался технологически более сложным, позиционировалсяся только как арттягач (это была роковая ошибка) и потому в  серию не пошёл. В дополнение к ходовым испытаниям было решено проверить, как ГАЗ-64 поведёт себя в качестве артиллерийского передка и тягача для 45-мм противотанковой пушки. Всего опытный образец проехал 776 километров, из них 126 километров по бездорожью, в самый пик таяния снегов. Было выявлено, что ГАЗ-64, с зацепленным за фаркоп артиллерийским передком и 45-мм противотанковой пушкой, способен проходить по снегу глубиной до 250 мм, что примерно соответствовало возможностям малых танков Т-40 и Т-60. Неожиданно 22 апреля испытания были прерваны, механик НАТИ Е.Н. Шувалов и механик ГАЗа Л.Ф. Соколов приехали на опытных машинах в Кремль. Там новинки осматривали Сталин, Ворошилов, Буденный и маршал Шапошников. 
После проведённых испытаний военные, огорчённые сокращением программы испытания составили разгромный вердикт - нецелесообразен для широкого использования в Красной Армии и Народном хозяйстве. Среди замечаний был указан малый запас хода (334 км), перегрев двигателя при движении в сложных условиях, малая глубина преодолеваемого брода (600 мм), малый угол подъёма на мокром грунте (17-18 градусов). К разгромному отчёту по итогам испытаний ГАЗ-64 Грачёв приложил особое мнение, в котором разъяснил свою позицию по машине: “Автомобиль ГАЗ-64 проектировался для использования в мотоциклетных частях армии. Поэтому габариты автомобиля были максимально сжаты и рассчитаны на экипаж в 3 человека”. У детища Грачёва появился неожиданный союзник – маршал Кулик. В конце апреля 1941 года он написал письмо Малышеву о том, что потребность в машинах этого типа у Красной армии большая, и не заменяет, а дополняет ГАЗ-61. В письме требовалось устранить многие недостатки, обнаруженные в первом опытном образце ГАЗ и изготовить пять машин улучшенной версии. 
Второй единственный прототип изготовили в июне 1941 года. Кузов претерпел радикальные изменения: полностью переделана передняя часть, изменены дверные проёмы, появились тент, брезентовые «двери» и запасное колесо. Шасси также подверглось серьёзной доработке. Автомобиль снова должен был пройти совместные испытания, но началась война и 24 июня 1941 года вышло постановление СНК СССР №1742750сс, согласно которому к 15 августа Горьковский автозавод должен был изготовить два экземпляра улучшенного ГАЗ-64. Машина предполагалась в двух вариантах - командирском и разведывательном. К 20 августа обе машины были доставили в Москву. Одну из них испытали в качестве тягача «сорокапятки», другую в качестве тягача 57-мм противотанковой пушки ЗИС-2. После испытаний ГАЗ-64 без лишних проволочек приняли на вооружение, серийное производство началось незамедлительно.

## Производство
В августе 1941 года вышла первая партия ГАЗ-64 (42 машины), собранных по обходной технологии, в сентябре - 190 машин, до конца 1941 года была выпущена 601 машина(с учётом опытных образцов 602, в это время ГАЗ-64 оставался фактически единственной легковой серийной моделью завода). Направлялись ГАЗ-64 в разведывательные подразделения. ГАЗ-64 также получили начальник ГАБТУ маршал Я.Н. Федоренко и армейский комиссар Н.И. Бирюков. Маршал Г.И. Кулик получил три ГАЗ-64. В ноябре 1941-го объёмы выпуска ГАЗ-64 резко снизились и в декабре застопорились окончательно (в декабре выпущено всего 12 машин). Причиной сворачивания производства являлся тот момент, что ГАЗ стал ведущим заводом по производству лёгких танков, а ряд его цехов заняли выпуском реактивных мин и иной военной продукцией. В 1942 года ГАЗ-64 выпустили только в июле, августе собрали ещё две, а всего до конца 1942 года изготовили 67 автомобилей. В 1943-м было выпущено только 3 экз. модернизированной модели ГАЗ-64В с расширенной до 1293 мм колеёй переднего моста. Выпущенные за 1942—1943 годы машины применялись исключительно как артиллерийские тягачи, и лишь малая их часть — в качестве командирских. ГАЗ-64 серийно выпускался с конца августа 1941 года до апреля 1943 года. Всего было произведено 672 автомобиля.
На шасси ГАЗ-64 с апреля 1942 года по июнь 1943 года выпускался бронеавтомобиль БА-64. Его производство, естественно, было приоритетным, что и выразилось в количестве выпущенных бронеавтомобилей, составившем 3903 ед. Более того, фактически с 1942 года все полноприводные шасси «64» шли только под комплектацию бронекорпусами. В августе 1943 года Горьковский автозавод, ещё восстанавливавшийся после разрушительных авианалётов Люфтваффе, всё же смог освоить выпуск модернизированного бронеавтомобиля БА-64Б с расширенной до 1446 мм колеёй. Это было необходимо из-за главного недостатка БА-64 — склонности к переворачиванию из-за сочетания узкой колеи и высокого центра тяжести. Соответственно, с конца 1943 года вместо ГАЗ-64 начали выпускать переработанный ГАЗ-67 с расширенной колеёй, в 1944 году заменённый модернизированным ГАЗ-67Б, отличавшимся доработанной ходовой частью и более надёжной системой зажигания.

## Конструкция
Автомобиль ГАЗ-64 был построен на укороченном на 755 мм по базе шасси ГАЗ-61, что позволило отказаться от промежуточного карданного вала. В конструкции ГАЗ-64 применялись уже освоенные в производстве узлы и агрегаты серийных автомобилей: ГАЗ-61— рулевой механизм, тормоза (кроме привода), доработанный передний мост, раздаточная коробка, задние рессоры, и ГАЗ-ММ — двигатель и доработанная 4-ступенчатая КПП. Более плотная компоновка заставила поднять двигатель выше, чем на полуторке. Из-за дефицитности специальных вездеходных шин размерности 6,50-16" с рисунком «расчленённая ёлка» ещё на заводе (и тем более впоследствии при эксплуатации) на ГАЗ-64 также устанавливали шины размерности 7,00-16" от «эмки», что снижало реальную проходимость из-за дорожного рисунка протектора и более узкого поперечного профиля. С целью увеличения переднего угла въезда и облегчения преодоления вертикальных стенок (до 0,5 м) в подвеске переднего моста использовались четыре четверть-эллиптических рессоры. Такой подвеске свойственны частые поломки листов из-за их нерационального нагружения, а также низкая поперечная жёсткость. Для устойчивости прямолинейного движения в шарнирах всех рессор применили хорошо защищённые и долговечные резьбовые пальцы и втулки от ГАЗ-11. Во избежание «галопирования» при столь короткой базе были установлены четыре (по два на ось) гидравлических амортизатора одностороннего действия от ГАЗ-M1, а в задней подвеске стабилизатор поперечной устойчивости. Привод тормозов всех колёс — механический, тросовый, как и на ГАЗ-11-73, но с жёстким валом без уравнителей, приводимым равноценно ножной педалью и ручным рычагом.
Кузов — открытый, четырёхместный (передние сиденья - раздельные). Ещё двое бойцов могли сесть на полках задних крыльев. Там же размещалось стрелковое оружие, боеприпасы (вплоть до 45-мм снарядов) и специальное оборудование (рация). Для беспрепятственного и быстрого выхода кузов был бездверным. Брезентовый тент простейшей формы без боковин придерживался одной дугой. Ветровое вертикальное стекло (чтобы не отражать солнечные блики вверх) в жёсткой трубчатой рамке откидывалось вперёд и фиксировалось в горизонтальном положении. Все поверхности кузова имели плоские очертания либо гнутые в одной плоскости формы, что делало его простым в изготовлении. Торцы стальных кузовных панелей окантовывались трубами. Все стыки соединялись точечной сваркой, изредка дуговой. В оформлении передка машины использовались элементы ГАЗ-АА: верхняя часть кожуха радиатора с эмблемой, крышки капота, основной бензобак на 43 литра перед ветровым стеклом, щиток приборов.

## Аспекты коллекционирования
Уцелевшие экземпляры ГАЗ-64, по понятным причинам, чрезвычайно редки, так что большинство современных «восстановленных» ГАЗ-64 представляют собой переделки из массового ГАЗ-67Б (отличить небрежную переделку легко по послевоенной штампованной решётке радиатора и четырёхспицевому рулю).
Шины с рисунком протектора «расчленённая ёлка» марки Я-13 производства ЯШЗ, которых не хватало ещё при производстве и далее при эксплуатации ГАЗ-64, крайне трудно встретить на автомобиле сегодня. Коллекционеры, имеющие такую шину, чаще ставят её на запаску. Но на старых военных фотографиях встречаются машины и с шинами от Виллис, поставленных по ленд-лизу.

## В игровой и сувенирной индустрии
Масштабная модель ГАЗ-64 в промышленных масштабах в СССР не выпускалась.
В июле 2010 года фирма «Hongwell Toys Limited» по заказу ООО «Феран» (торговая марка «Наш Автопром») выпустила модель ГАЗ-64 со сложенным тентом в масштабе 1:43 (цвета: пепельный, песочный, зелёный, хаки).